# Mitrophrys boisduvalii
Mitrophrys boisduvalii là một loài bướm đêm trong họ Noctuidae.